# GHQ草案手交時の脅迫問題

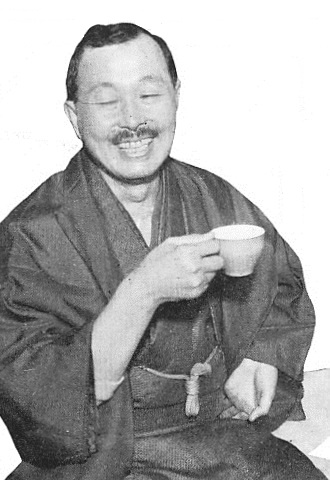
松本烝治　幣原内閣で憲法担当の国務大臣を務めた

GHQ草案手交時の脅迫問題（じーえっちきゅーそうあんしゅこうじのきょうはくもんだい）とは、1946年2月13日にGHQ草案（マッカーサー草案）が日本側に手交された時、GHQ民政局長のコートニー・ホイットニーが「この草案を呑まなければ、天皇を戦犯裁判にかける」といったような重大な脅迫をしてGHQ草案を押しつけた、という事実があったかどうかに係る問題である。

## 概説
1946年2月13日は、『日本国憲法成立史』の著者佐藤達夫が「この日こそは、“日本国憲法受胎の日”とも言うべき歴史的な日である」と言っているように、日本国憲法にとり特別な日であった。というのは、2月13日は、日本政府の予期に反し、GHQ草案を手交される日になってしまったからである。本来この日は、2月8日に、日本政府が 連合国総司令部(GHQ)に渡しておいた「憲法改正要綱」（松本甲案）とその説明書の英訳への回答があるはずの日であった。
その日、GHQから回答を受けるため、外務大臣公邸に 吉田茂外務大臣、松本烝治国務大臣、白洲次郎終戦連絡事務局参与、長谷川元吉外務省通訳官の4人が待機していた。そこへ、午前10時きっかりに、GHQ民政局長のホイットニー准将を先頭とする4人のアメリカ人－他にケーディス陸軍大佐、ラウエル陸軍中佐、ハッシー海軍中佐－が訪れ、松本案への回答があるとばかり考えていた吉田ら4人に対し、ホイットニーは開口一番「日本案ハ全然受諾シ難キニ付自分ノ方ニテ案ヲ作成セリ」と述べ、GHQ草案を配ったのである。
その後、ホイットニーは日本側に検討する時間を与え、一読した松本は「貴案ハ我方ノ考ト余ニ懸離レ居ル為」「充分検討ノ上更ニ御相談致シ度シ」と述べた。次いで、ホイットニーの説明が開始された。日本側の記録によれば、ホイットニーは、本案は日本側に押し付ける考えはないが、マッカーサー元帥が米国内部の反対を押し切り、天皇を擁護するためにこれならば大丈夫と思う案を作ったものであり、しかも日本民衆の意識にも合致したものだと述べた。説明の後、松本は一つだけ質問したいと言い、通訳を介して憲法案が一院制を定めているのは何か特別の理由があるかと尋ねた。すると、ホイットニーから「日本には米国のように州がない。従って上院を認める必要はない」という返答があった。その理由の単純さに驚いた松本が、二院制の由来やチェック・アンド・バランスの意義をごく簡単に説明した。すると、アメリカ人たちは初めて知ったような顔で、「うんうんというような顔をしてみんなただ感服していた」。松本はその様子にただ驚き、そして「こういう人のつくった憲法だったら大変だ」と思った。一院制についてのやり取りのあと、更にホイットニーは、改正案はあくまでも日本側の発意に出たものとして発表されるのが望ましく、時期は総選挙前に発表するのが適当だと述べた。会談は、GHQ側の記録によれば午前11時10分に、日本側の記録によれば午前11時30分に終了している。
この日の会談（以下「2・13会談」ということがある）の記録として、今日、日本側3、アメリカ側1の計4つの記録が知られている。日本側は松本烝治 「二月十三日会見記略」、白洲次郎「白洲次郎手記」、長谷川元吉「二十一年二月十三日ノ日米会談録」、アメリカ側は、ケーディス、ラウエル、ハッシーが連名で書きホイットニー宛てに報告した長いタイトルの記録である。つまり、2・13会談の当事者8人のうち7人の手になる計4つの記録が知られている。吉田茂の記録だけは知られていない。しかし、後に高柳賢三をとおし証言を残している。これらの記録の内容は大きく矛盾しないが、松本の記録だけにあり、他の記録にはない記述がある。それがGHQ草案手交時に脅迫があった、という説の発端になっている。
以下に脅迫説の経緯を辿るが、その時注意しなければならないのは、松本の記録や証言は早期から広まった一方、それ以外の記録が世に出たのは、1946年のGHQ草案の手交から数えて、はるか後だったという事実である。アメリカ側の記録が翻訳公表されたのは、GHQ草案手交から20年後の1966年のことであった。それが、一般書となって世に出るのは、26年後の1972年のことである。また、白洲と長谷川の記録が外務省により公開されたのは、GHQ草案の手交から数えて30年後の1976年のことであった。

## 内容

### 松本烝治「二月十三日会見記略」
松本烝治の「二月十三日会見記略」は、松本が昭和21年3月3日までに執筆したものと考えられる。この手記は、ホイットニーが話した内容を大きく4つに分けて記述しているが、脅迫説が生じたのはその中の項目「三」の箇所である。
松本手記には、2月13日に手交されたGHQ草案の採用は、「右ノ目的」すなわち「天皇ノ保持」のため必要であり、さもなければ「天皇ノ身体」の保障は出来ない、と記録してある。日本政府は、ポツダム宣言を受諾する際も、「天皇ノ国家統治ノ大権ヲ変更スルノ要求ヲ包含シ居ラザルコトノ了解ノ下ニ受諾ス」と天皇制維持のみを条件として受諾した経緯があり、「天皇ノ身体」に関わるこの記述の持つ意味はこの上なく重大であった。以下、「天皇ノ身体」発言とか「天皇ノ身体」問題とか言う時、それは上記松本手記の項目「三」の第2文「之ナクシテハ天皇ノ身体（パーソン、オブ、ゼ、エンペラー）ノ保障ヲ為スコト能ハス」という記述を指している。なお、ホイットニーのものとされるこの発言は、2・13会談の他の立会者による裏付けがなく、もっぱら松本一人の記録である。1950年11月23日に採録された東京大学占領体制研究会への口述において、松本は「パーソン・オブ・エムペラーは保証できないというから・・聞こうと思ったところ、聞く必要もないので聞かなかったが、これは容易ならぬことだと思っておりました」としている。

## 松本烝治から直接話を聞いた人々

### 幣原内閣の閣僚たち
松本はGHQ草案を受領した後、幣原喜重郎首相に報告し、協議した。そして、先方は「どうもあまり憲法というものは知らないのではないか。議院制度もわからないようなのだから、少し教えてやる方がいいのじゃないか。それで交渉したらどうであろうか」ということになった。しかし、GHQの一院制は、日本政府との「取り引きの種として役に立つことがあるかも知れない」と戦略的にケーディスが入れたものであった。松本はGHQサイドを憲法の素人であるとなめてかかっていた。そこで、2月18日、GHQに再考を促すべく白洲を使者に立てて再説明書（「憲法改正案説明補充」）を提出したが、それを見て、これは前の説明書の単なる「繰り返し」にすぎないと大憤慨したホイットニーから、逆に、草案を受け入れるかどうかを20日までに返答するように迫られた。そこで松本はやむなく、2月19日の閣議で事の次第を閣僚たちに初めて報告した。その模様を芦田均（厚生大臣）と入江俊郎（内閣法制局次長）の二人が記録している。

#### 芦田均厚生大臣
上記芦田日記に「天皇のperson」という記述がある。しかし、それは後年大問題となる松本手記の「之ナクシテハ天皇ノ身体（パーソン、オブ、ゼ、エンペラー）ノ保障ヲ為スコト能ハス」という趣旨の報告ではなく、逆に「天皇反対者から天皇のpersonを護る唯一の方法である」と記録されている。この記述は松本手記にはなく、白洲次郎の手記の第5項目から採っている。上記芦田日記の記述は、松本「二月十三日会見記略」と同様の内容も含むが、「白洲手記」そのものである。以下に「白洲手記」の全文を掲載する。
松本は、2・13会談の要点を閣議報告をするに当たり、自分より英語力が優れる白洲次郎の手記に頼ったものと推測される。

#### 入江俊郎内閣法制局次長
入江は、初代法制局次長としてこの日の閣議に陪席した。従前、閣外から閣議に陪席できるのは、内閣書記官長と法制局長官のみが原則であったが、戦後、内閣副書記官長と法制局次長の陪席が認められた。入江は当時の様子をこう回想する。
この入江の口述は、東京大学占領体制研究会が、1954年6、7月の4回に渡り採録したものである。
この日の閣議では、GHQ草案受け入れ反対派と賛成派の二派に分かれた。反対派は幣原首相、三土忠造内相、岩田宙造法相、賛成派は芦田厚相、副島千八農相などであった。松本がこの日閣議で報告するまで、GHQ草案手交とそれ以降の事情を知っていたのは、幣原と吉田だけで、他の閣僚達は知らされていなかった。閣議の結果、2月20日迄という司令部への回答を22日に延期してもらうことにし、21日に幣原首相がマッカーサーに会い話をすることになった。しかし、閣僚たちは不満だらけであった。それは、閣議決定されてもいないのに「いつの間にか松本案がそのまま内閣の確定した意見の如く進行してしまっているところへの不満の感情」と「このように驚くべき案が司令部から13日に交付されたというなら、それこそ即刻閣僚に意見を聞き、その上で速かに司令部へ説明なり反駁なりをすべきであるのに、18日に松本国務大臣だけで追加説明を提出したことに非常に割切れないような気分」であった。

### 昭和天皇
1946年2月13日、日本側に手交されたGHQ草案は、日本側により3月2日案として起草された。起草責任者は、皮肉にも松本であった。3月2日案は、3月4-5日の「徹宵交渉」を経て、3月5日に閣議決定された（3月5日案）。閣議決定後、幣原首相と松本は参内し、昭和天皇に事の経緯を奏上した。松本の奏上の様子を侍従次長木下道雄は次のように記している。
「日本政府カ此ノ如キ憲法改正ヲ提示スルコトハ右ノ目的達成ノ為必要ナリ之ナクシテハ天皇ノ身体（パーソン、オブ、ゼ、エンペラー）ノ保障ヲ為スコト能ハス」という松本手記どおりのことを、松本は昭和天皇に奏上した。史実としては、マッカーサーはこの奏上の1カ月以上も以前の1946年1月25日に、昭和天皇を戦犯裁判に出さない決意を固め、アイゼンハワー陸軍参謀総長に天皇が戦争犯罪に該当する証拠が見つからなかったとして、天皇を戦犯として追訴すべきではないと電報を送っている。しかし、昭和天皇周辺がその情報に接するのは次の通り3月20日のことで、3月5日のこの時点ではそのことを知らなかった。
1946年3月20日、寺崎英成御用掛は、マッカーサーが天皇の退位を望んでいるか否かその真意を知りたい、とフェラーズ大佐（マッカーサーの軍事秘書）に聞き、情報が初めてもたらされた。

### 枢密顧問官
3月5日案は翌3月6日、「憲法改正草案要綱」として発表された。しかしこれは、「異常ないきさつ」であった。というのは、
当時は枢密院（1947年5月2日廃止された）があり、枢密院官制2号には「帝国憲法ノ条項ニ関スル草案又ハ疑義」は枢密院の諮詢事項とされていたからである。そのため、1946年3月20日、幣原首相は枢密院で経緯を説明している。内容は、2月21日にマッカーサーと3時間に渡り会談したことから始め、2月27日以降、司令部が日本案の提示を強く要求したので、3月4日に日本案を内示したところ、司令部は「急速ニ之ガ研究ヲ要求シ司令部側ト内閣ノ係官ガ一堂ニ会シ徹夜シテ」3月5日案を作り、その夜、内閣法制局等の係官が徹夜して「憲法改正草案要綱」を作り発表した経緯、さらに草案で最も重要な第1条（象徴天皇）と第9条（戦争放棄）についての所見である。その後、幣原は次のように述べた。
この日、枢密院では各員が幣原の説明を聞くにとどまり、特別の質疑もなく終了した。
その後、「憲法改正草案要綱」は口語化された上、4月17日、政府から「帝国憲法改正草案」として発表された。これを受け、「帝国憲法改正草案」を審査する枢密院の審査委員会が、幣原内閣の下で、1946年4月22日から5月15日まで8回に渡り開催された。政府側説明者は松本らであった。席上、松本から「天皇ノ身体」発言を聞いたという枢密顧問官の証言はない。松本は、1950年に東京大学占領体制研究会の宮沢俊義、佐藤功、丸山真男ら5人を相手に、次のように述べた。
また、松本はその4年後の1954年7月7日、同趣旨を自由党憲法調査会でも証言している。
どうやら、松本は枢密院で委員たちの追及の前に立ち往生してしまったらしい。そして、そこをようやく乗り切り憲法改正案担当者としての職責を全う出来たのだが、その時、ホイットニーの脅迫を盾にして委員たちの反対を封じ、乗り切ったのである。
2月13日にGHQ草案が手交された経緯は、審査委員会の席上、林頼三郎委員から「帝国憲法改正草案」起草の経過に関して質問があった時、それに対し、松本は幣原と相談の上、松本の口からその事実を説明しており、委員たちは事情を知らされていた。
枢密院審査は5月15日の第8回で一旦終了した後、5月22日に吉田茂新内閣が成立したのを受けて再開された（なお、松本は閣外に退いた）。吉田新内閣の下での審査は3回行われたが、5月29日の第1回再審査で、林委員が「なぜ改正の手続きを急ぐのか」と質問し、吉田首相は次のように答えた。
林はさらに、「それは草案を早く作ることの必要性を意味するので、いよいよこれを確定するについては慎重に審議してもよかろう」と食い下がり、それに対し吉田は次のように述べた。
枢密院での「帝国憲法改正草案」の検討は5月29日の1回で終了し、6月1日と同月3日は政府関係者を交えず枢密院の委員だけで協議した。
そして、6月8日に開催された枢密院本会議では、席上、潮恵之輔委員長は「政府言明のとおり憲法改正の速やかな実現を図ることは緊迫せる内外の情勢上、真にやむを得ないものであることに鑑み、本案大体の趣旨はこれを是認するのほかない」と言い、続いて、林顧問官と野村吉三郎顧問官が疑念と憂慮を込めた意見陳述を行ったが、結局、林は「大局的見地から本案には賛成する」と述べ、また、野村も「本案は大局的から見てやむを得ない」と述べて、審理後の採決では起立多数で可決された。
のち、1954年4月13日に、衆議院内閣委員会公聴会で、枢密院で審査委員として審査に関わった野村吉三郎が、次のような証言をしている。

## 脅迫説の拡散

### 自由党での松本演説
1954年7月7日、松本は自由党憲法調査会で講演を行い、2・13日会談での「マッカーサー元帥はかねてから天皇の保持について深甚の考慮をめぐらしつつあったのであるが、日本政府がこの自分の出した対策のような憲法改正を提示することは、右の目的達成のために必要である。これがなければ天皇の身体の保障をすることはできない」というホイットニー発言を紹介した上で、「そうしないと天皇の身体が保障されないということで仕方がなかった」と演説した。そして、出席議員の「向こうが改正案を急いだ理由は何か」という質問に対し、次のように証言した。
このような談話は「これでは脅迫に他ならないではないか」、という見方を広く導き出すことになった。このような意味での「押し付け憲法論」が広く国民の間に広がったのは、この松本演説によるところが大きく、押し付け憲法論の「究極の論拠」は松本のこの証言であるという指摘がある。
講演は松本自身が書き残した「二月十三日会見記略」などに基いていた（忘れている部分について「当時の手記など」を参照したと述べている）。松本本人は、GHQ側から天皇に関する「脅迫」もしくは憲法の「押し付け」があったとの表現をこの講演中でしていない。

### 佐藤達夫「日本国憲法成立史」連載〔2〕
松本講演の翌1955年、佐藤達夫は『ジュリスト』に「日本国憲法成立史」の連載を開始、その第2回（第82号、1955年5月16日号）で、2・13会談の様子を資料出所を示さず「三　マッカーサー元帥はかねてから天皇の保持について深甚な考慮を巡らしていたが、日本政府がこの提案の如き憲法改正を提示することはこの目的達成のため必要である。これなくしては天皇の身体（パーソン・オブ・ゼ・エムペラー）の保障をすることはできない」と松本手記を口語化し、事実として紹介した。

### 「日本国憲法制定経過日録」（未定稿の三）
その翌1956年8月、国立国会図書館が作成した「日本国憲法制定経過日録」（未定稿の三）でも、1946年2月13日の項に「GHQ草案日本政府に手交さる」として「③ 天皇制保持の目的達成のためにも、司令部提案の如き憲法改正を提示することが必要であり、これなくしては天皇の身体“パーソン・オブ・ゼ・エンペラー”も保障しがたいこと（略）を勧告されるに至った。」と記載した。これにも資料出所はない。

### ウォード『現行日本国憲法制定までの経過』
さらにその翌1957年、アメリカの学者ウォードは『現行日本国憲法制定までの経過』に、「しかし、日本側に与えたといわれるもっとも決定的な圧力は、『天皇の身柄』に対する脅迫である。（略）この『脅迫』の用語、つまり、『天皇の身柄を保障することはできない』という用語は、また重要である。この言葉から考えられることは、この言葉に潜んでいる威嚇は、天皇制に対するそれではなく、いまの天皇個人に対するそれだ、ということであった」と書き、ホイットニーを非難した。この論文の翻訳は、1958年3月、内閣の憲法調査会に資料として提出された。

## 脅迫説の検証

### 内閣の憲法調査会による調査
ホイットニーによる脅迫の真相を確かめるべく、1956年内閣に設置された憲法調査会（会長・高柳賢三）の「憲法制定の経過に関する小委員会」（以下「制定委」と言うことがある）は、1957年、調査を開始した。翌1958年には高柳を団長とする渡米調査団が調査を行った。

#### 白洲次郎の証言
1957年11月20日、憲法調査会第6回総会で、中曽根康弘委員は2・13会談の日本側当事者の一人白洲次郎に、松本手記にある「天皇ノ身体」発言が記憶にあるか否かを質問した。この時、中曽根委員は「日本国憲法制定経過日録」の「天皇制保持の目的達成のためにも司令部提案の如き憲法改正を提示することが必要であり、これなくしては天皇の身体“パーソン・オブ・ゼ・エンペラー”も保障しがたいこと」という部分を読み、質問している。それに対し、白洲は「記憶ありませんね」と証言した。

#### 高柳会長の国会答弁
1959年2月12日、高柳会長は「憲法調査会法の一部を改正する法律案」の国会上程に当たり、説明員として参議院内閣委員会に出席、矢嶋三義委員（社会党）の質問に答えた。矢嶋委員は高柳会長に、憲法調査会は「日本国憲法のどういう点が問題である、改正をしたい、で改正するのはいかように改正したらよろしいか、こういう角度で御研究をされておるように私は拝察するわけですが、いかがでございますか」と憲法調査会のスタンスを問い、また、憲法調査会設置の提案理由に「現行日本国憲法は、占領下に、この抑圧され、制約されて、押しつけられてできた押しつけ憲法である。だからこれを再検討しなければならぬということ」が非常に強調された事実、及び、国会の速記録に「第一は占領軍の制約下においてこの憲法はできたという点を調査する。第二点においては、日本国の国情に沿うか沿わないかという点を調査するのが目的」であり、特に、政府としては第一点に重きを置いて「占領軍の制約下にこれが押しつけられた憲法としてできたという点に特に重点を置いて調査する考えである」と記録されているのを承知しているかと質問した。
高柳会長はこれらに対し、それぞれ「私の会長として職務を行うようになりましてから、調査会は憲法の改正ということを前提として運営さるべきものではなく、憲法に関連する諸問題を客観的によく研究して、そしてその結果を内閣及び内閣を通じて国会に報告するというのが、法律でわれわれに委託された職務だ」と理解していると、また、「法律になる前のいろいろな政府の提案というもの、それに、たとえば独立に運営をする憲法調査会が従わなければならぬなんという理由は、私はないと思う。法律ができた以上は、法律の精神というものに照らして日本国民のためにわれわれは仕事をするのだという気持でやるべきものである、特定の提案者がどういうふうに言ったかとか、言わないとかというようなことによってわれわれは拘束を受けないものと、こういうふうに私自身は考えております」と答弁した。
矢嶋委員は委員会の渡米調査に関し「制約下において押しつけられた憲法であるからこれを再検討する、これに重点を置くというその一番根源をなすものは、それは一九四六年二月〔ママ〕自由党憲法調査会における松本博士の口述が非常に影響をしているわけですが、この松本博士の口述に対して、あなたの報告を見ますというと、明らかに誤謬の点が含まれているという調査結果なのか」と質問した。これに対し、高柳会長は次のように松本口述は「間違い」だとする答弁を行った。
翌2月13日の朝日新聞は、このやり取りを「高柳氏　押しつけ憲法説を否定」という見出しで報じた。

#### 吉田茂、長谷川元吉の証言
吉田茂、長谷川元吉については、1959年2月26日の第18回制定委で、松本手記にあるホイットニー発言（「天皇ノ身体）発言）につき「覚えていない」ことが明らかにされた。ただし、吉田と長谷川は自ら証言したのではなく、吉田には高柳が、長谷川には大友一郎（渡米調査団の一人）が非公式に質問し、それが制定委で報告される形をとった。吉田は高柳に対し次のように言ったとされている。

#### ホイットニー、ハッシー、ラウエルの証言
渡米調査団は、「天皇ノ身体」問題に関しては、次のような調査項目を携えてアメリカで調査に当たった。
第18回制定委で報告された調査結果は、次のようなものであった。
高柳は帰国後、ラウエルから、2・13会談に関する米側記録の天皇に関する部分のコピーの提供を受けた。これらを受け、1961年9月、「憲法制定の経過に関する小委員会」は脅迫については「当時の司令部の側には脅迫の意思はなかった」と結論し、次の文言を「むすび」とする報告書を同月開催の憲法調査会第56回総会に提出した。
また、『現行日本国憲法制定までの経過』を書きGHQを批判したウォードも、『憲法制定の経過に関する小委員会報告書』を見て高柳に書簡を寄せ、自分の論文は佐藤達夫の論文を唯一のソースとしており、他に根拠はないと言い、その後来日して高柳と会談した際には、「他のエヴィデンスの明らかになった現在なら、あのような記述はしなかった」と高柳に述べた。

#### 委員、元委員47名の共同意見書
56回総会の2年後、1963年9月4日付で、憲法調査会の有志17名が連名で高柳会長あてに「憲法改正の方向」という文書を提出、次いで、同会の委員、元委員計47名が「憲法制定の経過に関する小委員報告書」の「結論」に反対する「共同意見書」を提出している。「共同意見書」は、次のように述べる。
これに先立つ1959年開催の憲法調査会総会（1月の第24回及び2月の第25回）で、松本が自由党でした「向うのいうことを呑めば出さない、呑まなければ出す」という証言の評価を巡り、高柳会長と中曽根委員等の間で激しい応酬が交わされた。高柳は渡米調査の結果から第24回総会で、「呑めば出さぬ、呑まねば出すという松本氏の解釈は、全然誤解であったものとすべきものである」と報告したが、これに対し中曽根は、「松本博士の口述も〔ホイットニー証言と〕同じくらいの値打」「あるいはもっと大事な値打を持っておるくらいの、平等の資料」である。「そのときの客観的情勢の下に御本人はそう感ぜられたのであって、その感ぜられたことまでもアメリカ側の資料によって否定することは行き過ぎ」であり、高柳は「アメリカ側の態度に立ったような見方が非常に強」く、「松本口述に関する部分については自分は納得できない」と述べた。また第25回総会では、「なぜ松本さんのいうことも、そっくり信用しないのか」「向うのほうの言うことを、そんな正直な男であると信用するならば、なぜ松本さんの言うことも、そっくり信用しないのか。（略）向うの連中が自分のやったことを、あとで弁護するということも、歴史的にもよくあることで当たり前のことです。人の国の憲法を強制して作らしたなんて言うバカは一人もおるはずはないのです。（略）そういう点について、アメリカ側の発言、アメリカ側の人物については、わりあい無条件にこれを呑んで、日本側については相当割引しているという態度を私は遺憾に思うのであります」と述べた。

#### 憲法調査会報告書
「共同意見書」を受け、1964年9月に刊行された『憲法調査会報告書』は、「日本国憲法の制定過程をいかに評価すべきか」の項目では、総括の初めに、「中曽根康弘委員ほか29名の委員および18名の元委員、合計47名の委員の共同意見書に示されているように、現行憲法は日本国民の自由な意思に基づいて制定されたものではないとする意見が多数であり、これに反対の見解は少数である」とした。『報告書』は、全ての委員の意見を論拠と共に公正に報告するという申し合わせがあり、それに則って高柳の現行憲法は「日米合作」の憲法であるという意見も報告された。

### その後の検証作業

#### 「ラウエル所蔵文書」の翻訳・出版
その後の検証作業は、高柳賢三と田中英夫によって行われた。1965年の夏、高柳賢三はラウエルから憲法制定の過程に関わる文書の全部―「ラウエル所蔵文書」―のコピーの提供を受け、それを田中英夫が翻訳し、1965年から1967年にかけて、『ジュリスト』に「ラウエル所蔵文書」の題で24回に渡り連載した。2・13会談の記録は、第357号（1966年11月1日号）に連載第21回として掲載された。前述したように、これはケーディスら3人が連名で書き、ホイットニーに報告したものである。
以下は、1946年2月13日、日本側がGHQ草案を読み、松本が「貴案ハ我方ノ考ト余ニ懸離レ居ル為」「充分検討ノ上更ニ御相談致シ度シ」と述べたあとのホイットニーの発言である。冒頭、ホイットニーは、「自分は非常にゆっくりしゃべるが、もし松本博士に分からない点があれば、いつでも私の発言をさえぎっていただきたい、というのは、吉田氏だけでなく松本博士にも、自分のいうことを一語残らず理解して欲しいからである」と言い、次いで次のように述べた。
話が一段落してから、ホイットニーは、松本が一度も通訳の助けを借りなかったことを話題にし、松本もこれに応えて、自分はホイットニーの言ったことは完全に理解したが、このことを総理大臣に知らせ、かつ憲法草案について検討し討議する機会をもつまでは、ホイットニーに回答することはできないと述べている。次いで松本は通訳者を介して、一院制を定めた規定について論議を始める記述が続くが、これは日本側の記録と同様である。
『ジュリスト』の連載を単行本にしたものが、1972年刊行の『日本国憲法制定の過程』I・IIである。1946年の松本「二月十三日会見記略」から26年後、1954年の自由党証言から18年後にアメリカ側の詳細な記録が世に出た。
これは2・13会談当日に記録され、証拠性が極めて高いと思われた。同著の「序にかえて」の中で高柳は、「GHQ草案を日本に示したのは日本政府に対する命令ではなく、勧告であって、日本政府は説得によって、この勧告に従うことになったと考えていた司令部関係者は、GHQ草案押し付け論は心外なことと感じていた」と書き、同著により日本国憲法の制定に関する歴史的事実の解明が期待された。

#### 宮沢俊義の反論と田中英夫の再反論
これに対し、翌1973年、宮沢俊義が『ジュリスト』3月15日号・第528号に「日本国憲法押し付け論について」を書き、高柳に真っ向から反論した。宮沢の結論は、①松本のメモに書いているから、「天皇の身体」発言はあった、とする。そして、他の日本人当事者が覚えていないのは「これは、ふしぎである」として、吉田・白洲・長谷川3人の共謀説にまで言及している。次ぎに、(2)「この会談の全体の主旨からいえば、松本の聞き違いではない」とする。宮沢は、質疑応答において松本が「天皇を国際裁判に出すかどうかというところに問題があったのではないか」と想像しているのはまちがいではなく、これは「向こうの言うことを呑めば出さない。呑まなければ出す」ということだ、とする。さらに、「最高司令官といえども、万能では」ない、「この憲法の諸規定が受け容れられるならば、実際問題としては、天皇は安泰になる」というホイットニー発言は、「これは、もしこの規定を呑まなければ、天皇は安泰でない、もし呑めば、天皇は安泰だというのであろう」と松本を支持した。そして、2・13会談で「ある種の『脅迫』なり『嚇し』なりは、いずれにせよそこに厳存した」、それが「おしつけ」憲法の正体であり、司令部関係者の「勧告」や「説得」は、「戦敗国日本の実感」としては「命令」や「脅迫」と紙一重だと主張した。
これに対し田中英夫は、同年、『ジュリスト』に「「『警告』と『勧告』―押し付け憲法論について―」」という反論を書いたが、当時は日米各一の記録しかなく、史料不足の観があった。

#### 白洲と長谷川の記録の公開
田中の反論から3年後の1976年5月1日に、白洲次郎と長谷川元吉の記録が第1回「外務省外交記録公開」により公開された。これは、2・13会談から30年ぶりの公開であった。二人の記録には、松本の言う「天皇の身体（パーソン・オブ・ゼ・エムペラー）」発言は記録されていなかった。
外交記録公開は、学界、国会からの外交記録の公開を求める声、特に戦後史や占領行政史への関心の高まりを受けて、外務省が1975年12月に決定したものであった。戦後の外交記録を欧米諸国の例にならい、いわゆる30年ルールにより公開する基本方針が決定され、白洲と長谷川の記録は、1946年からちょうど30年経っているため、第1回で公開された。第1回の公開内容は「連合軍司令部来信綴・往信綴、連合軍側と日本側との会談集、帝国憲法改正関係一件（研究資料）」である。

#### ケーディスの告白
ケーディスは、白洲と長谷川の記録公開を受け、1989年、『日本国憲法制定におけるアメリカの役割』を書き、次のように2・13会談と憲法調査会の渡米調査の聞き取りにおける新事実を明かした。
GHQ草案が手交された1946年2月13日の場面において、ホイットニーが「脅迫的言辞」を弄したという、自分たちにとり不利な事実を敢えて明らかにした理由について、ケーディスは「もし本当に脅迫がなされたのなら、英語に堪能な2人の日本人担当官が両者とも、天皇に対する－個人に対する－脅迫について記し損ねたとはまったく信じられない。彼らの翻訳は、2月13日の面会のアメリカ側の見解を完全に裏打ちしている」と述べている。また、ケーディスはいくつかの歴史的事実を挙げ、ホイットニーの言辞は、天皇を戦犯裁判にかけようとする海外からの圧力の情報を要約し、日本側に忠告したものだとしている。

## 研究者等の見解

### 佐藤達夫
『日本国憲法成立史』の著者佐藤達夫は、1959年2月、高柳の国会答弁とその後の新聞報道（#高柳会長の国会答弁を参照）を受け、産経新聞に「憲法は“押しつけ”か」を書き、「例の“天皇の身体”をめぐる脅迫の有無」は「押しつけ問題のキメ手にはなりえない」とした。
佐藤は「わたしなども、たまたま当時の関係者だったという縁故から、『憲法は押しつけか』という質問をよく受けるが、そういう質問に対しては、『一口にはとても答えられない。政府で原案を作る段階においては、たしかに少なからぬ圧力があった。それにしても、決してマ草案そのままを呑まされたわけではなく、先方との交渉によって、政府の意思も相当にとり入れられている。これに対し、議会の審議では少し事情が違う。それには議員側の修正について一部が拒否され、また“文民”のように、先方の指示によって加えられた条項もあるけれども、その一方、大部分の修正はそのまま認められているし、また、議員に対して賛成を強制したような事実もなかった。現に採決にあたって辛ラツな反対演説をし、また反対投票をした人々もある』－というように答えている」という。佐藤は「“押しつけ”のいかんを躍起になって究明する実益があるのかどうか問題だ」とし、「憲法制定についての外部の影響力を判定するについては、マ草案の公布から成立にいたるまでの全過程にわたって精密な診断を必要とするし、またそれが明らかになったとしても、これを“押しつけ”か否かという単純な評語で割り切るには適しないように思う」「“天皇の身がら”をめぐる脅迫の存否というようなことも、多くのポイントのなかの一つであり、それだけでは問題のキメ手にはなりえないであろう。これは、逆に高柳会長の報告が“押しつけ”肯定であったとしても同じことだと思う」としている。

### 吉田茂
GHQ草案手交時の当事者の一人だった吉田茂は、『世界と日本』（1963年）で、「憲法押しつけ説」につき、「世には新憲法制定過程における総司令部の異常な督促ぶりに対する非難をこめて、マッカーサー憲法などと称するものがあるが、もしそこに強制の事実がありとしても、それは日本政府が総司令部によって強制されたのではなく、総司令部を含めた日本そのものが、四囲の情勢によって強制されたものである。その間におけるマッカーサー元帥のわが皇室に対する敬意と好意とは、没却すべからざる事実であり、その意味においては正にマッカーサー憲法といって差支えないであろう。この間の事情は憲法調査会の調査結果でも明らかになったはずである」としている。

### 田中英夫
ラウエル文書を翻訳した田中英夫は、1973年に佐藤功、佐藤達夫と3人で行った座談会「日本国憲法制定の過程の問題点」で、2・13会談の記録ではないものの、1946年2月19日付で、ホイットニーがマッカーサーに宛てた「最高司令官のための覚え書き」の中でperson of the Emperorという言葉を用いていることに触れ、「そういうことからいうと、〔2・13会談でホイットニーが〕person of the Emperorということばを使うことが、およそありえないことだとはどうもいえないのではないか」とする。該当箇所は以下のとおり－
「この憲法の草案を十分に理解すれば、それが、天皇の尊厳と一身を護り（protecting the dignity and person of the Emperor）、修正された形で天皇制を護らしめるものであり（以下省略）」。
また、松本があれほどの確信を持って言うのだから「少なくとも〔ホイットニーが〕person of the Emperorといった可能性のほうが50％よりは多いといえるのではないか」としている。
一方、「のめば〔戦犯裁判に〕ださない、のまなければ〔戦犯裁判に〕だす」という松本の表現は、GHQがまだ態度決定をしておらず、GHQ案の受け入れの如何で、天皇を戦犯裁判にかけるかどうかを決めるという含みを持っている。しかし、マッカーサー3原則自体が「天皇は国の元首の地位にある」としており、天皇制の維持は前から決まっていることであるから、松本の表現は「ちょっと不正確」だとする。これに対し、日本国憲法の制定に深く関わった佐藤達夫も「それは不正確だ」と賛同している。

### 佐藤功
憲法学者の佐藤功は、佐藤達夫亡き後、『日本国憲法成立史』第3巻（1994年）で、佐藤達夫が記述した「2月13日」の項目に関して追補を行った。即ち同記述は、もっぱら松本の「会見記略」及び自由党憲法調査会での談話（「日本国憲法の草案について」の談話）によるものとし、それについて、1961年の憲法調査会『憲法の制定の経過に関する小委員会報告書』、1972年の『日本国憲法制定の過程』I、1989年のケーディス論文までを網羅して、多面的で詳細な記述を行っている。また、佐藤功は自身が作成した同著付録1の「日本国憲法成立過程の日歴」に、1946年2月13日の項として「2・13　ホイットニー准将等、マ草案を吉田外相・松本大臣に手交」としか記していない。（#「日本国憲法制定経過日録」（未定稿の三）を比較参照）。

### 古関彰一
憲法学者の古関彰一は『新憲法の誕生』（1995年）で、「松本証言を裏づける資料はどこにもない。しかし、松本証言が正しいとしたら、こう申し渡された2月13日の時点からこの『押しつけ』にはかなり深刻になっていなければ辻褄が合わない。ところがすでに見たごとく少なくとも2月18日までは松本は自信満々であり、GHQに『少し教えてやる方がいい』と考えていたくらいである。してみると、仮に松本が2月19日の閣議で〔2月〕13日の場面を松本証言のごとく報告していたとしても、それは〔2月〕18日付の『説明補充』がGHQに全く受け入れられず、逆に48時間以内の期限付き回答を迫られるなかで、2月13日にホイットニーが『この新しい憲法の諸規定が受け入れられるなら・・天皇は安泰になる』と言ったことが『これ(GHQ案)が受け入れられなければ天皇の身体の保障をすることができない』と言ったと思い込んでしまう精神状況ができた、あるいは、GHQ案を受け入れざるを得なくなった理由を脅迫に求めたと解することが、もっとも妥当なのではあるまいか」とする。
また、2015年11月24日、北海道新聞のインタビューで古関は、憲法押しつけ論は、松本による手記や証言が発端になっているが、1946年3月4日の「3月2日案」を巡る日米交渉の際、「それまで自分に反論する人間などいなかったであろう松本は、30歳近く年下の相手〔ケーディス〕から厳しく指摘され、かなり立腹した」「それは私的な怒り、私憤でしたが、松本は公憤、国民全体の怒りに変えようとしたのではないか」と述べている。

### 竹前栄治
占領史研究家の竹前栄治は『日本国憲法検証第1巻憲法制定史』（2000年）で、松本発言は、他に証拠がないことから「今日では正確でないとされている」としながらも、「この趣旨に近い発言が行われたと推測することは十分可能である」とし、後にホイットニーが述べた「当時、マッカーサーは、占領行政の実施に当って、もっと過酷な、残忍非道ともいうべき方法を執るように、一部の連合国政府から強い圧力を受けていた。天皇を主要犯罪人として裁判するように要求する国さえあった。天皇に対する発言は、このような情勢の一般的概観という枠内で、重要な改革を促進させる措置を奨励するためであった」という発言を紹介している。

### 西修
憲法学者の西修は『日本国憲法はこうして生まれた』（2000年）で、吉田、白洲、長谷川がいずれも記憶にないと言っている史料的証拠及びケーディスとウォードに直にインタビューし、両者が共に松本の「天皇の身体」発言を否定した結果から、「『天皇の身体』云々の発言が本当にあったのかどうかは、藪の中といわざるを得ない」としつつ、「マッカーサー〔ママ〕 の天皇戦犯に対する発言があったことは事実で、あるいは松本大臣がややオーバーに聞いたのかもしれない。ただ、そのような一つの言葉にもきわめて敏感にならざるを得ないほど張りつめた空気が支配していたことは確かであっただろう」とする。西は『図説日本国憲法の誕生』（2012年）では、松本以外に「天皇の身体」にふれた史料はないが「『最高司令官といえども万能ではありません』、『この新憲法(総司令部案)が受け入れられれば、天皇の地位は実際に安泰になるだろう』などの言葉を合わせて、松本がこの案を呑まなければ、『天皇の身体』が守られないと考えたのも不思議ではないだろう」としている。
西は同著で、1946年2月15日に白洲次郎がGHQに再考を促そうとして書いた手紙、いわゆる「ジープ・ウェイ・レター」に対するホイットニーの回答－「外部から日本に対して、憲法が押し付けられる可能性があり、そのときは最高司令官がなんとか保持を可能にしている日本の伝統や機能を一掃しかねない非常に厳しい内容になるでしょう」という内容－に触れ、「これは、決して脅しではなかった。というのは、極東委員会の設置が目前に迫って控えており・・同委員会構成国のなかには、天皇制廃止を強硬に主張している諸国もあったからである」としている。

## 力を用いること自体の授権
なお、「1946年2月4日民政局の会合の要録〔民政局がマッカーサー草案の起草に着手した際の模様〕」には、ホイットニーの言として、「力の行使」に関する次のような記録が存在する。
このことに関し、高柳賢三は、次のように述べている。
ラウエルは、1964年9月2日、高柳への手紙と同趣旨をカリフォルニア州フレズノ・カウンティの公証人を前にして、宣誓口述している。ラウエルは1946年2月4日の会合に、最初から終わりまで出席していた人間として、次のように宣誓した。
ラウエルのこの口述宣誓書は『日本国憲法制定の過程』Iに収録されているが、その理由を、高柳は「かなり年月がたってから作られた文書ではあるが、問題が極めて重要な点に関するだけに、ここに掲げておく」としている。

## 松本私案の評価
1946年2月8日にGHQに提出された「憲法改正草案要綱」（松本甲案）は条文の形式ではなく、「何々スルコト」という形式で書かれていた。明治憲法の「第一章　天皇」（第1条-17条）を、「憲法改正草案要綱」（松本甲案）が修正した箇所は7項目あるが、次のように第1条から4条までは「神聖」を「至尊」と一カ所だけ読み替えを行い、また軍に関する条文は「陸海軍」を「軍」と読み替えただけであった。
一　第三条ニ「天皇ハ神聖ニシテ侵スヘカラス」トアルヲ「天皇ハ至尊ニシテ侵スヘカラス」ト改ムルコト
五　第十一条中ニ「陸海軍」トアルヲ「軍」ト改メ且第十二条ノ規定ヲ改メ軍ノ編制及常備兵額ハ法律ヲ以テ之ヲ定ムルモノトスルコト（要綱二十参照）
つまり、もし条文化されていたとすると、下記の案がGHQに提出されていたことになる。

### 委員会内の異論
憲法案に対しては、松本委員会内部からも批判や疑問が出ていた。1945年12月頃、委員会補助員で東大講師であった当時の佐藤功には「精神的には新憲法の制定と考へねばならぬ程の今次我国の憲法改正の画期的意味に徹するならば」「将来我国国政の基準たるべき新しき原理を果敢に採り入れる態度に出ねばならぬ筈であった」が「当時の政府にはかかる態度に対する著しい消極性が見られた」と映った。また、翌1946年1月に松本私案が示された頃には、「あのような調子で松本さんを中心にしてやって行ったのでは、どうもあきたらないという空気が関係者の間にあった」とされる。特に2月1日に松本委員会の案が毎日新聞にスクープされた翌2月2日の委員会の総会では、委員の内閣法制局長官・石黒武信から「天皇制についても議会で堂々と論議させたらよいではないか。議会の修正権をおそれるのは男らしい態度ではない」、石黒と同じく委員であった内閣書記官長・楢橋渡から「改正案では『天皇ハ軍ヲ統帥ス』という文句は削ってもらいたい。それを残しておくと天皇制もふっ飛んでしまう。平和国家という一本槍で行きたい。それが軍の意向だ」といった発言があった。

### 『昭和天皇実録』における記述
2014年9月に公表された『昭和天皇実録』には、松本が1946年1月7日に松本私案を奏上した後の2月12日に、昭和天皇が「松本私案」について、次の考えを木下道雄侍従次長に伝えたという記述がある。

### GHQによる評価
GHQは「松本私案」を「最も保守的な民間草案よりも、さらにずっとおくれたもの」と評価していた。

## 幣原内閣内の勢力変化
1946年1月25日のマッカーサーの決意が日本側にもたらされたのは、同年3月20日の事であり、2・13会談当時及びその後、松本が「想像」を働かせたのは無理からぬところがある。しかし松本は、自分は憲法改正の王道を歩んでいるつもりでいたが、実はいつの間にか、憲法改正の抵抗勢力になってしまっており、しかもそのことを知らなかった。幣原内閣は当初、松本案を支持する閣僚とGHQ草案を支持する閣僚とで五分五分であり、吉田外務大臣は松本案支持派の筆頭であった。しかし、1946年2月21日の幣原＝マッカーサー会談、翌22日の吉田、松本、白洲とホイットニー、ケーディスらとの会談以降、流れは変わってくる。22日の会談は、同日の閣議においてGHQ草案に沿って憲法改正を考えることに方向が決まったことを受け、作業を進めるに当たり「考慮される問題点に関し、主として法律的見地から意見の交換を行った会談」であった。同時に、松本案の支持を得ようとする最後の試みでもあった。

### 内閣書記官長・楢橋渡
幣原内閣（1945年10月9日-1946年5月22日）で、発足時内閣法制局長官、46年1月13日より内閣書記官長、2月26日より国務大臣（内閣書記官長兼務）とトントン拍子に位階を極めた楢橋渡は、これまで憲法制定史であまり注目されてこなかったが、憲法改正を推進したキーマンである。楢橋は内閣書記官長であった当時、ケーディスとハッシーから秘密情報を打ち明けられ、「絶対秘密裡に」協力を要請された。楢橋は二人とは友達づきあいし、一緒にダンスをしたり、酒を飲んだり、何でも打ち明ける仲であった。

### 避雷針憲法
楢橋は決意して幣原に断行することを伝え、幣原より一切の委任を受け、極秘裡に作業を進めた。上記楢橋の証言は、1946年3月20日に、幣原が枢密院でした説明内容とほとんど一致する。楢橋にとって、GHQ草案は「避雷針憲法」であった。極東委員会という「雷」から、天皇を守る「避雷針」がGHQ草案である。つまり、楢橋にとってGHQ草案は、国際情勢の変化から、共和制（大統領制）という日本にとって「より不幸」で「より不利」な事態が来るのを切り抜けるために、「好意のある考えで」作られた憲法である。楢橋は、かりに極東委員会がマッカーサーを通じて、共和主義憲法を日本に強要した場合に、日本社会が「大混乱に陥る」事態を想定した。それを避けるために、天皇神権的な考えを払拭していかなる民主主義諸国も反対できない憲法を作ることで、危機を切り抜けようと考えた。
楢橋は1946年2月24日、ケーディスとハッシーを自宅に招待し懇談した。この時点で自分が閣僚になることが分かっていた楢橋は、二人に自分が閣僚を希望した理由を「内閣書記官長としてもちうる影響力だけでは、〔民主的な案を通すための〕内閣総理大臣のたたかいを援けるには不十分であることが分かったので閣僚となる決心をした」と語った。

### 閣内での駆け引き
楢橋は内閣書記官長として、閣議に陪席する資格があった。これは内閣法制局長官の石黒武重も同様である。しかし、楢橋、石黒を通しGHQ側に情報が漏れていると懸念した松本は、二人に「向こう〔GHQ〕へ出す憲法の要綱の議事のときにはどいてくれ」「これは閣員だけにしてもらいたい。厳正に秘密にしたい」と言い、楢橋の不興を買ったことがあった。しかし、その後、幣原首相は楢橋と石黒を国務大臣に推挙する。
幣原が楢橋と石黒を大臣に推挙した上記「内閣を強化する目的」とは、言葉を代えて言えば「閣内の保守派の勢力を弱めるため」であった。この舞台裏を松本は十分に理解していない。また、当時内閣法制局次長だった入江俊郎も1954年の時点で「石黒、楢橋両氏が松本さんの保守的な意見をけんせいすべく国務大臣になったというようなことはない」と証言しており、全く極秘のうちに進められていた事態であった。
楢橋は2月24日、ケーディス、ハッシーとの懇談の席上、次のように語った。すなわち、憲法改正を巡る内閣・政府内での敵対感情は非常に激しく、幣原はじめ若干の閣僚の生命を狙われる可能性が現実味を帯びている。そのため自分は、幣原が公衆の面前に立つ時には、いつでも幣原と並んで立つようにしている。というのは、「首相と運命をともにしたいからだ」。さらに楢橋は、松本は「全力をあげて〔憲法改正の〕決定を遅らせようとし」ており、「貴族院はこのような案に承認を与えないであろうとかいった、法律屋的な異議を唱えて」いると評し、「必要があれば、松本博士に辞職を余儀なくさせるつもり」であるし、また、「貴族院が頑強に反対するならこれを壊滅させることもできます」と述べた。また、吉田が憲法問題についてどういう立場を取っているかというケーディスらの質問には、「吉田は「〔幣原〕内閣総理大臣や自分と同じ立場に立っています」と答えている。

## 1946年3月5日の閣議
この日、閣議は朝から夜遅くまで何度も開かれた。午前中は、松本から2月22日から今日に至るまでの経過報告があった。一方、閣議と並行して、日比谷の第一生命相互ビルでは、徹夜で内閣法制局第一部長の佐藤達夫とGHQとの憲法草案審議が続けられていた。閣議の間も審議済みの確定草案の部分が次々と送られて来て、案が出来るに従って謄写配布され、松本から説明が行われた。それは午後も続いたが、午後の閣議で問題となったのは、確定草案をどう扱うかということであった。

### 確定草案の受け容れへ
GHQは確定草案（英文）のコピー10部を白洲を通じて内閣に届け、それを5日中に受諾するかどうかの回答を要求していた。これに対し松本は、確定案はとうてい承認できないので、再対案を作成の上交渉を再開することを主張し、日本側の自主的な案として発表する考えの多数派と対立した。これに対し、三土内相、岩田法相は松本と論戦を行い、楢橋書記官長（国務大臣兼務）、石黒法制局長官（国務大臣兼務）、入江法制局次長等が「不満足でもあることは重々分かるが、これを日本側の自主的の案として先方と同時に発表するという態度に出るほかあるまい」と説得に努めた。さらに、松本は改正手続きの点でも他閣僚と対立した。確定草案は前文で国民が憲法を発議することになっており、明治憲法第73条（発議権は天皇にある）と矛盾した。その矛盾を勅語により天皇が発案した形にして解決する案に辿り着くまで時間を要した。松本はそのアイディアを、既に2月22日にホイットニーから聞いていたが、そのことを一言も言わなかった上、閣議でそのアイディアが出された時、「それは三百の議論だ」と言い、さらに「勅語を仰ぐとしても誰が副書するのか、かような勅語に閣僚が副署するのは面白くない」と発言した。そこで内閣書記官が調査して、勅語に副書は不要と判明したので松本はようやく納得した。

### 確定草案の採択
閣僚たちは日本側が受諾しなくてもGHQは草案を公表すると信じており、そうなれば新聞はそれに賛成し、内閣は草案を支持する左翼政権に道を譲って総辞職せざるを得ないと判断した。閣議は午後4時頃ようやく一段落し、その後、閣議を一時中止して、午後5時頃、幣原首相と松本国務大臣は参内して奏上した。午後8時過ぎ、幣原の帰りをまって再開された閣議で、初めて確定草案の翻訳全部が閣僚に配布された。憲法の各条に渡っての審議などまるで行えない状態であった。天皇から改正案に対する承認を得たことで、閣僚たちは草案受け入れの手続きに入り、閣議は午後9時15分に至ってようやく終了した。その日の閣議の様子を松本は次のように回想した。

### 極東委員会への対応
これが松本の実際の行動であり、1954年の「よんどころなく急いでやった」証言と矛盾している。「そういうことになったら大変だと思ってよんどころなく急いでやった」のは、松本ではなく、楢橋である。楢橋は、極東委員会から共和制憲法が「押し付けられる」事態をさけ、昭和天皇を擁護するために一肌脱いだ。3月5日の閣議を受け、日本政府は翌3月6日、「憲法改正草案要綱」を発表した。その日、楢橋は出来たばかりの「憲法改正草案要綱」13通に、ハッシーの前でマッカーサーと共に署名をし、英文の憲法が日本語原文の正確な公式訳であることを証明した。11通は極東委員会11ヵ国の分、1通はアメリカ側保管用、1通は日本側保管用である。その後、ハッシーはそれを持参して特別機でアメリカに飛んだ。翌3月7日は、極東委員会で日本国憲法に関する討議が予定されており、それに間に合わせるためであった。楢橋は後日、「非常にうまくいって間に合った」という話をハッシーから聞いた。つまり、マッカーサーは「極東委員会がまさに大統領制の日本国憲法草案を発令しようとする直前にこの憲法草案を突込んだ」のであり、「極東委員会に対して先手を取った」形となった。

## 押し付け憲法論の検証
豊下楢彦は、「いわゆる『押し付け憲法論』は、当時の緊迫した内外情勢の中で、いかに昭和天皇の地位を護り、いかに昭和天皇を維持すべきであったかという、具体的・実証的な分析を欠いた情念論」であるとし、GHQ草案作成の意図は何よりも「天皇の為になる」というところにあり、「天皇制維持の立場に立つならば『押し付け』を批判するどころか、マッカーサーに心からの『感謝』を捧げて然るべき」と主張している。
古関彰一は、「押し付け憲法論」の「究極の論拠」は、1954年7月の自由党憲法調査会で、松本が、「ホイットニーは、これ（GHQ案）がなければ天皇の身体の保障をすることはできない、とGHQ案の受け入れを迫った」と証言したことであると主張している（#高柳会長の国会答弁の矢嶋発言も参照）。